# Aleksander Logunov
Aleksandr Andreyevich Logunov (em russo:  Александр Андреевич Логунов) é um matemático russo, que trabalha com análise harmônica, teoria do potencial e análise geométrica.
Logunov obteve um doutorado em 2015 na Universidade Estatal de São Petersburgo, orientado por Viktor Petrovich Havin, com a tese О граничных свойствах гармонических функций, em inglês On boundary properties of harmonic functions). Trabalha no Laboratório de Matemática Tchebychev da Universidade Estatal de São Petersburgo e na Universidade de Tel Aviv.
Logunow recebeu o Clay Research Award de 2017 com Eugenia Malinnikova, pela introdução de um novo método geométrico-combinatório para o estudo de problemas de autovalores elípticos. Recebeu o Prêmio Salem de 2018.
Foi palestrante convidado do Congresso Internacional de Matemáticos no Rio de Janeiro (2018, com Eugenia Malinnikova: Quantitative propagation for solutions of elliptic equations).

## Publicações
- Nodal sets of Laplace eigenfunctions: polynomial upper estimates of the Hausdorff measure, Annals of Mathematics, Volume 187, 2018, p. 221-239, Arxiv
- com Eugenia Malinnikova: On ratios of harmonic functions, Adv. Math. 274 (2015), 241- 262, Arxiv
- com Eugenia Malinnikova: Ratios of harmonic functions with the same zero set, Geom. Funct. Analysis, Volume 26, 2016, p. 909–925, Arxiv
- Nodal sets of Laplace eigenfunctions: proof of Nadirashvili's conjecture and of the lower bound in Yau's conjecture, Annals of Mathematics, Volume 187, 2018, p. 241-263, Arxiv
- com Eugenia Malinnikova: Nodal sets of Laplace eigenfunctions: estimates of the Hausdorff measure in dimension two and three, 2016, Arxiv